# Église Saint-Pierre-Saint-Paul de Neuilly-sur-Suize
L'église  Saint-Pierre-et-Saint-Paul de Neuilly-sur-Suize est une église de style gothique située à Neuilly-sur-Suize, dans le département de la Haute-Marne, en France.

## Histoire
Cette église qui date de la fin du XVe siècle est de style gothique flamboyant. Cinq chapelles latérales d'inégales dimensions (3 du côté sud et 2 du côté nord) s'ouvrent sur la nef terminée par un chevet plat. Le clocher est bâti au-dessus de la dernière chapelle du côté nord.
L'église est inscrite au titre de monument historique le 13 février 1928.

## Mobilier
la base Palissy répertorie :
- Statue de Saint-Pierre, pape, pierre polychrome du XVIe siècle
- Vierge à l'enfant en pierre polychrome du XVIe siècle
- Vierge de pitié en pierre polychrome du XVIe siècle
- Saint-Hubert, statue équestre en pierre polychrome du XVIe siècle
- Retable d'autel en pierre datant de 1611
- Maître autel en bois sculpté peint doré du  XVIIIe siècle
- Cadran solaire à l'angle de la chapelle sud daté de 1608

## Galerie

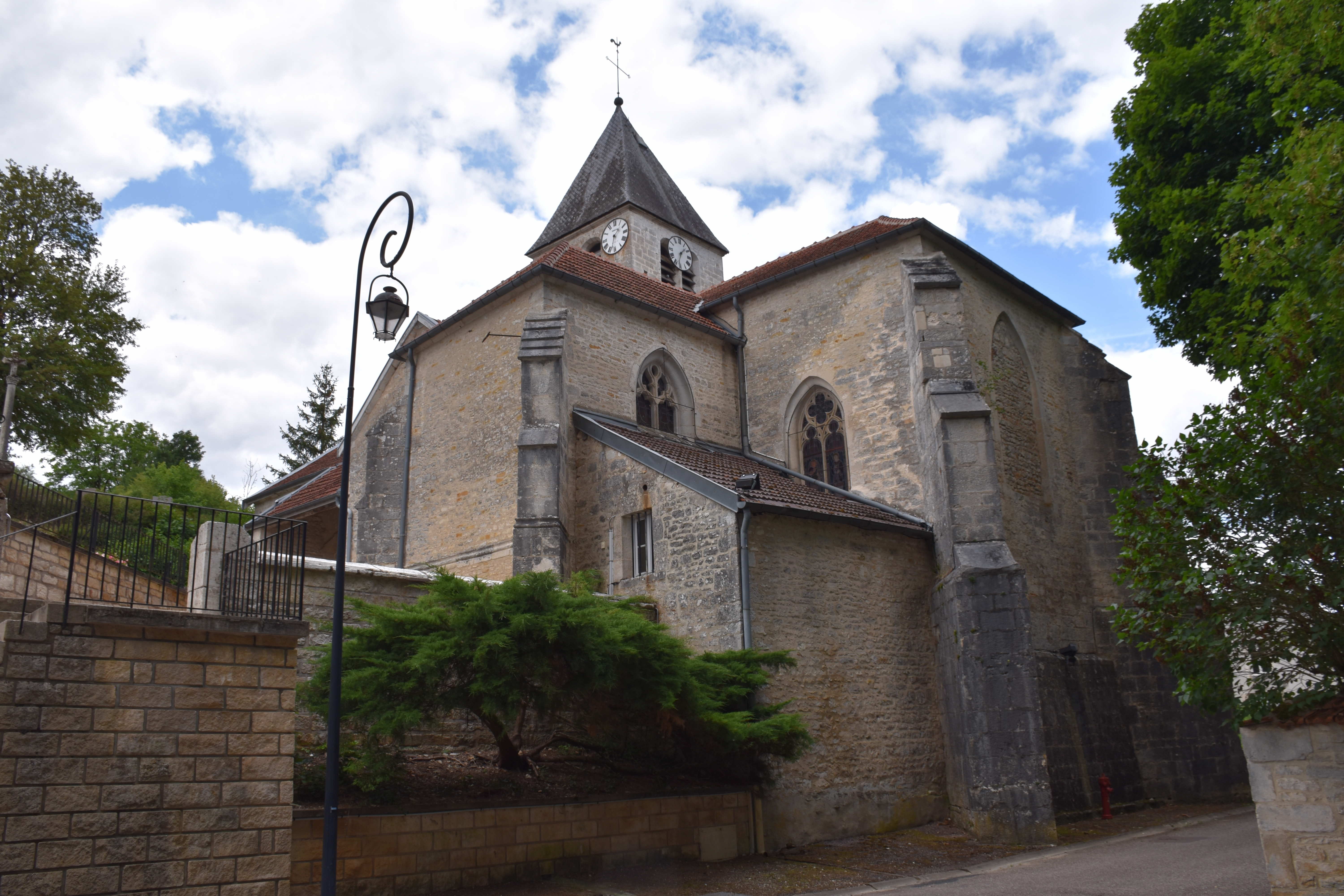
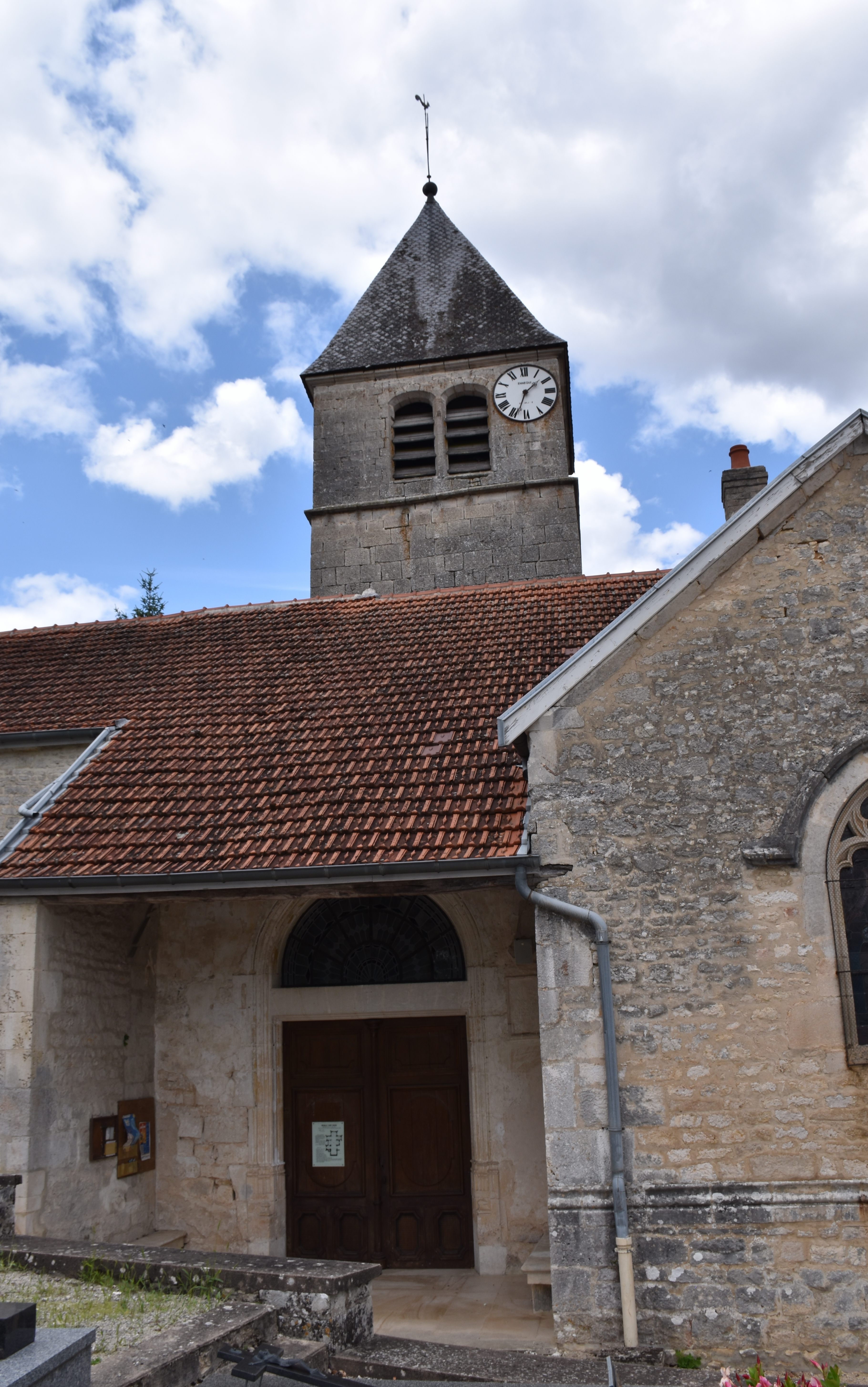
Auvent protégeant le portail latéral.
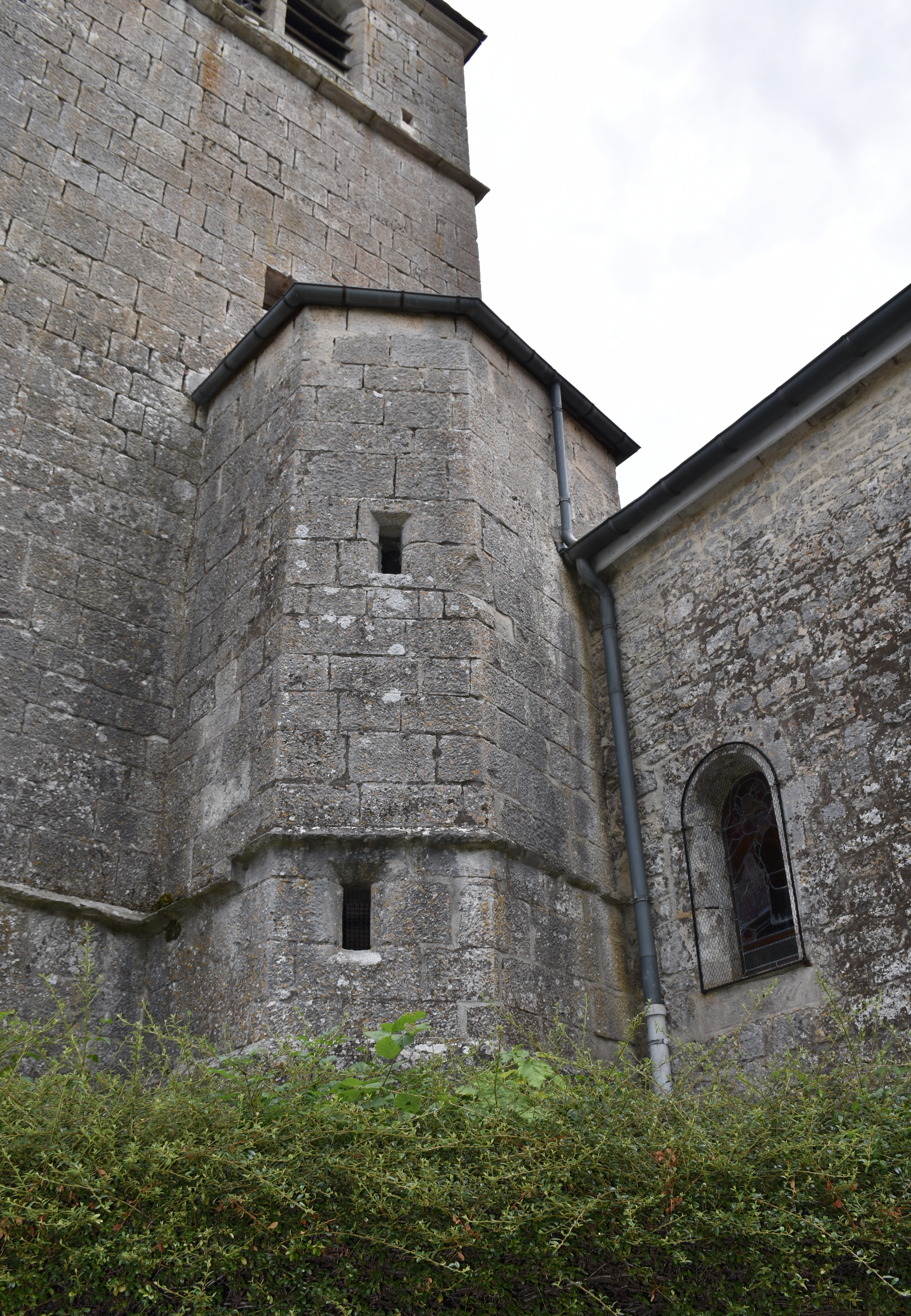
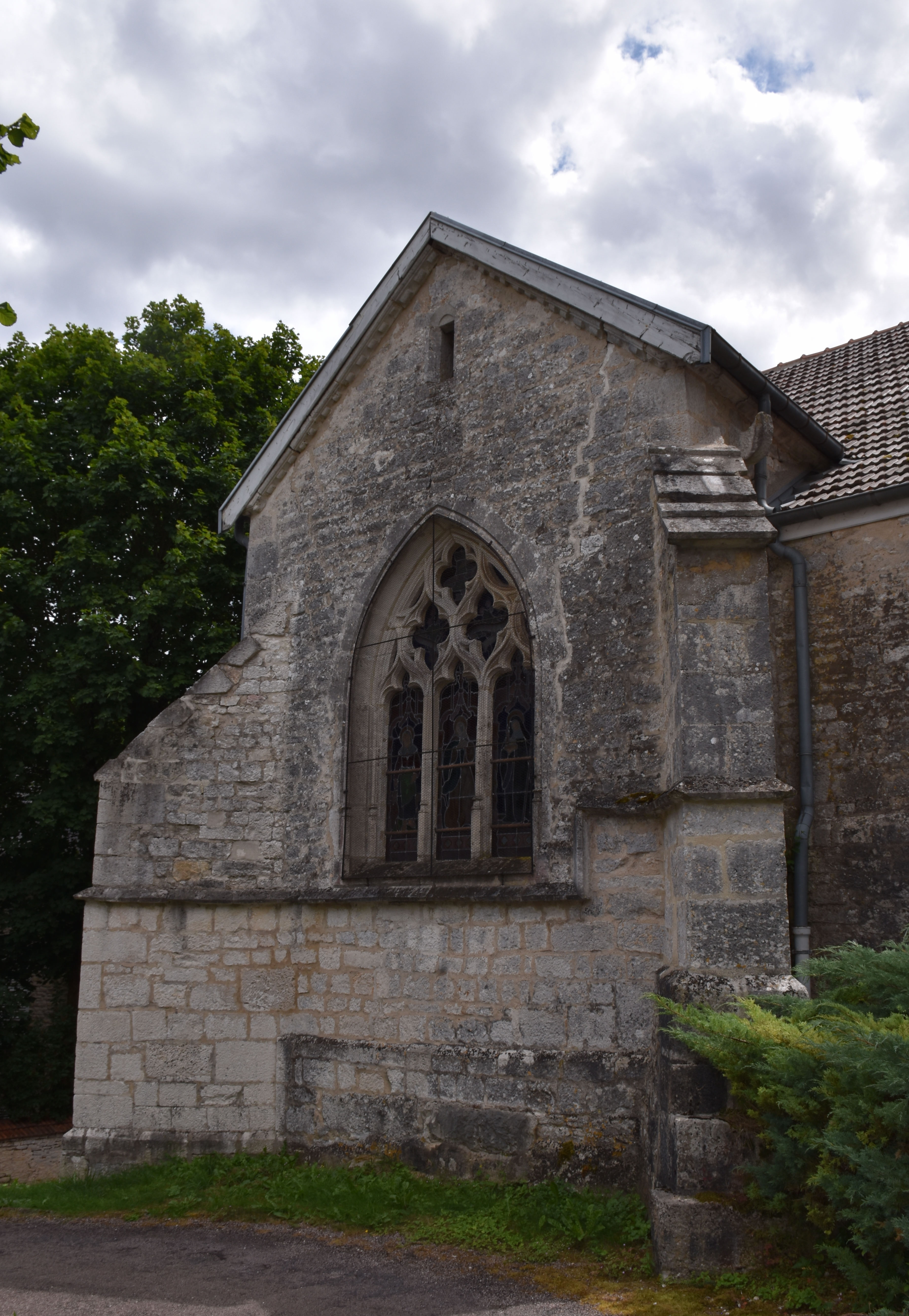
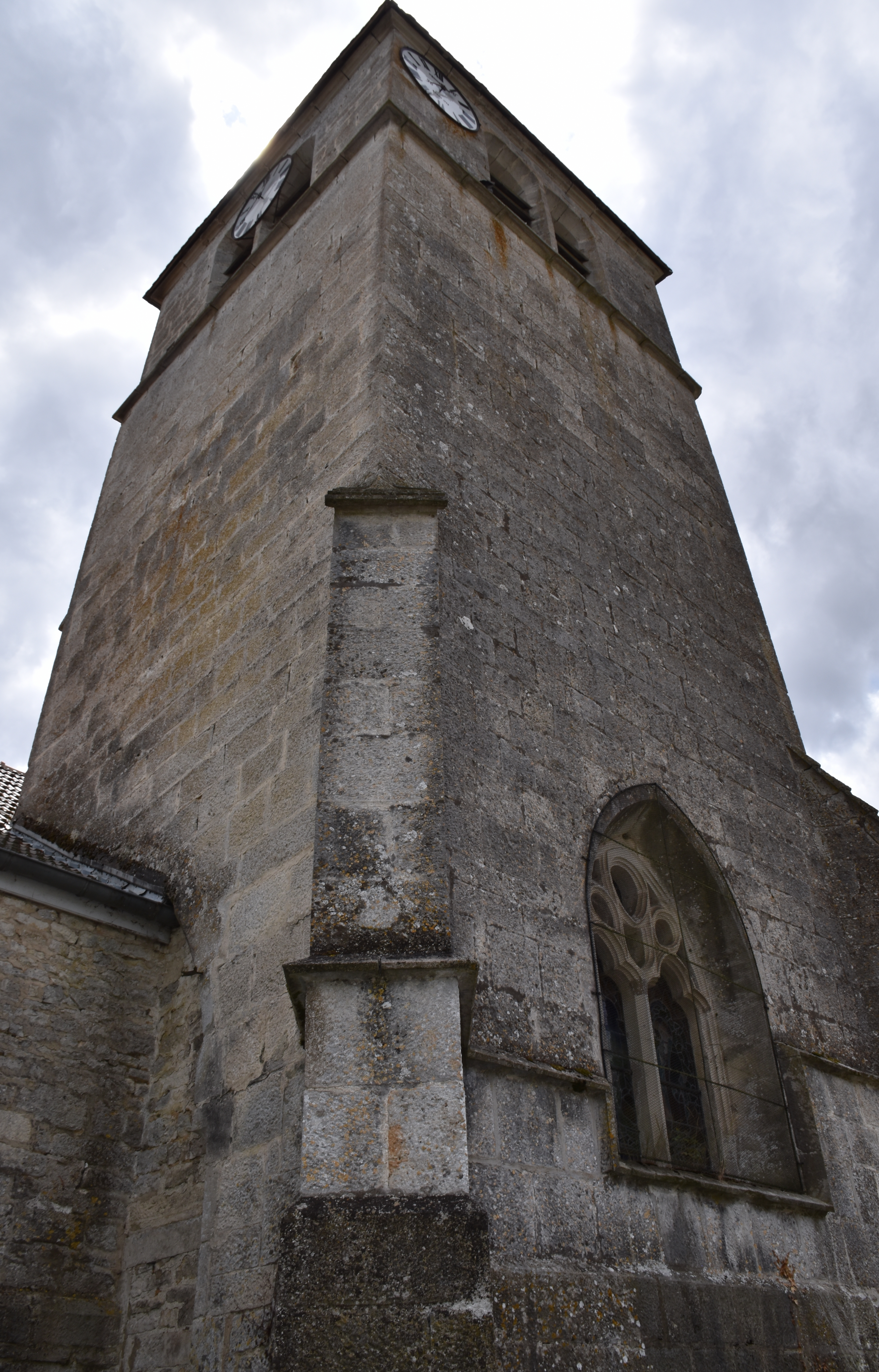
Le clocher-tour.
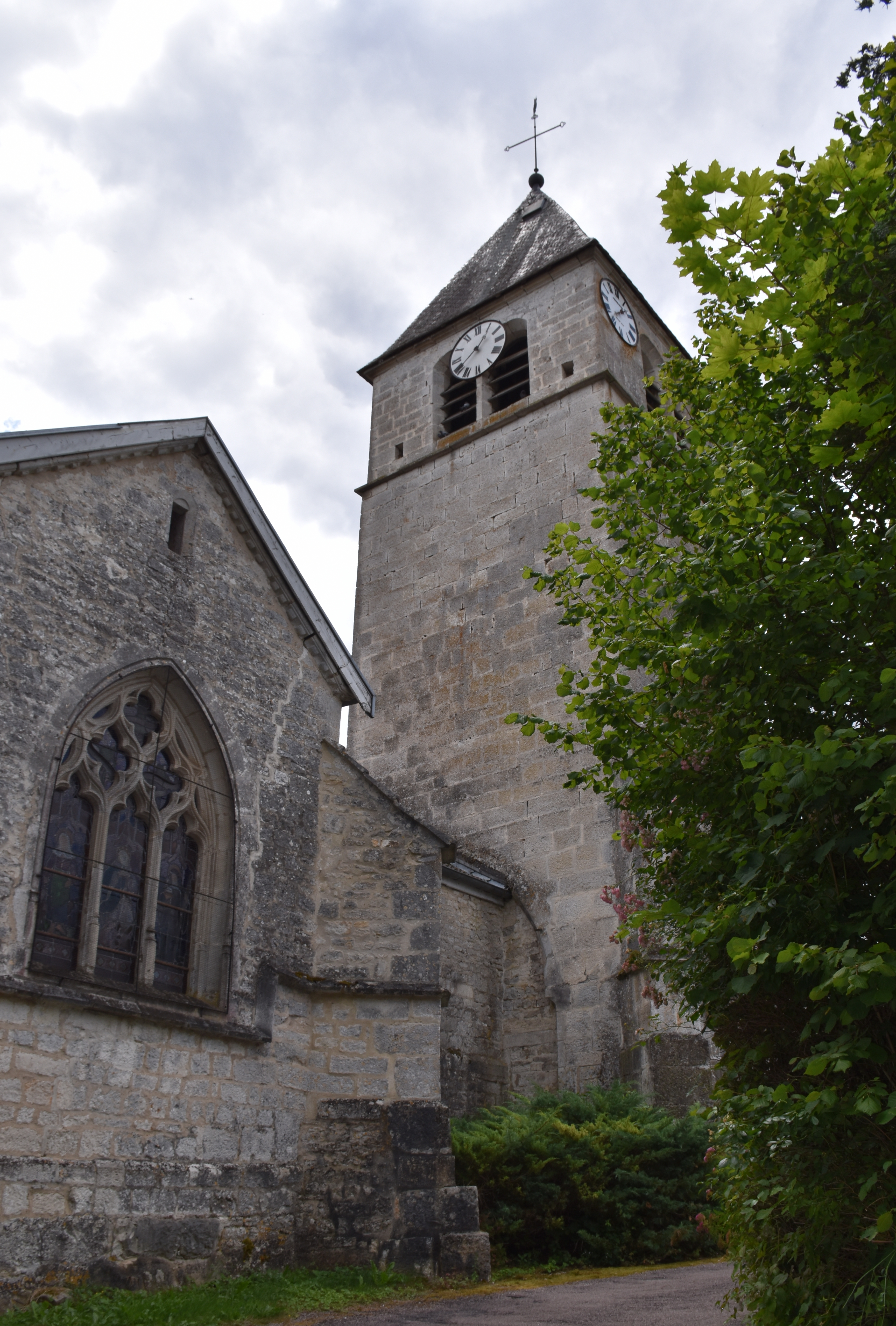
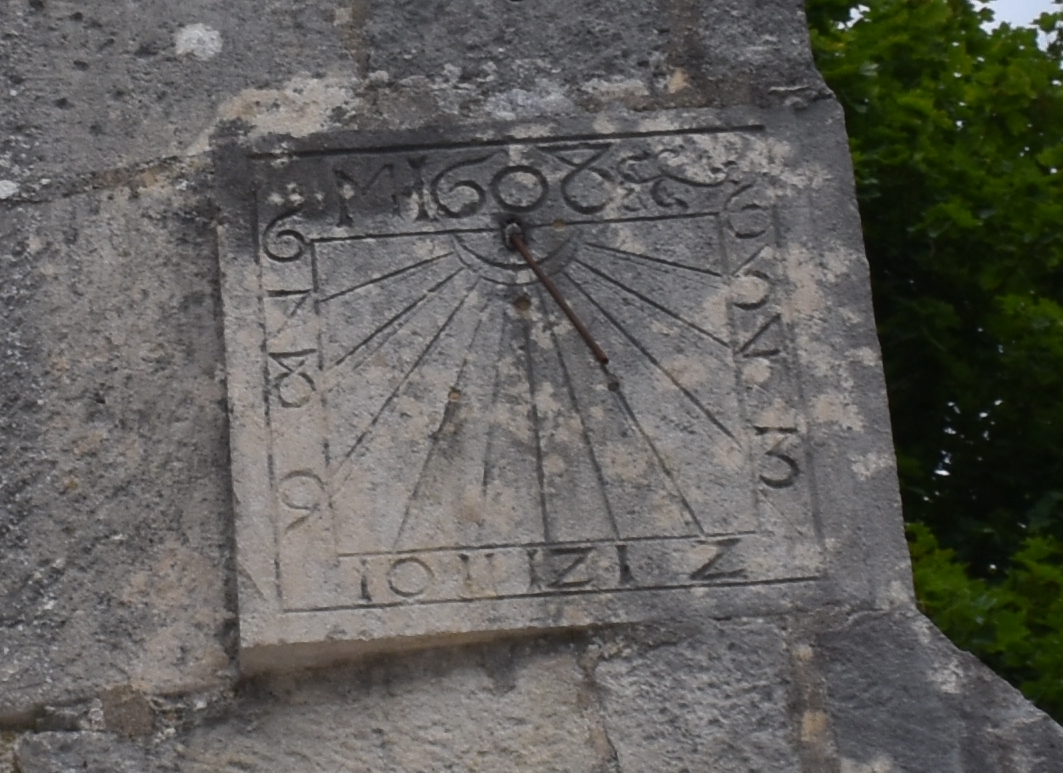
Le cadran solaire daté de 1068.